# Liste von Persönlichkeiten der Stadt Stavanger
Die Liste von Persönlichkeiten der Stadt Stavanger enthält Personen, die im norwegischen Stavanger geboren wurden sowie solche, die dort zeitweise gelebt und gewirkt haben, jeweils chronologisch aufgelistet nach dem Geburtsjahr. Die Liste erhebt keinen Anspruch auf Vollständigkeit.

## In Stavanger geborene Persönlichkeiten

### Bis 1900

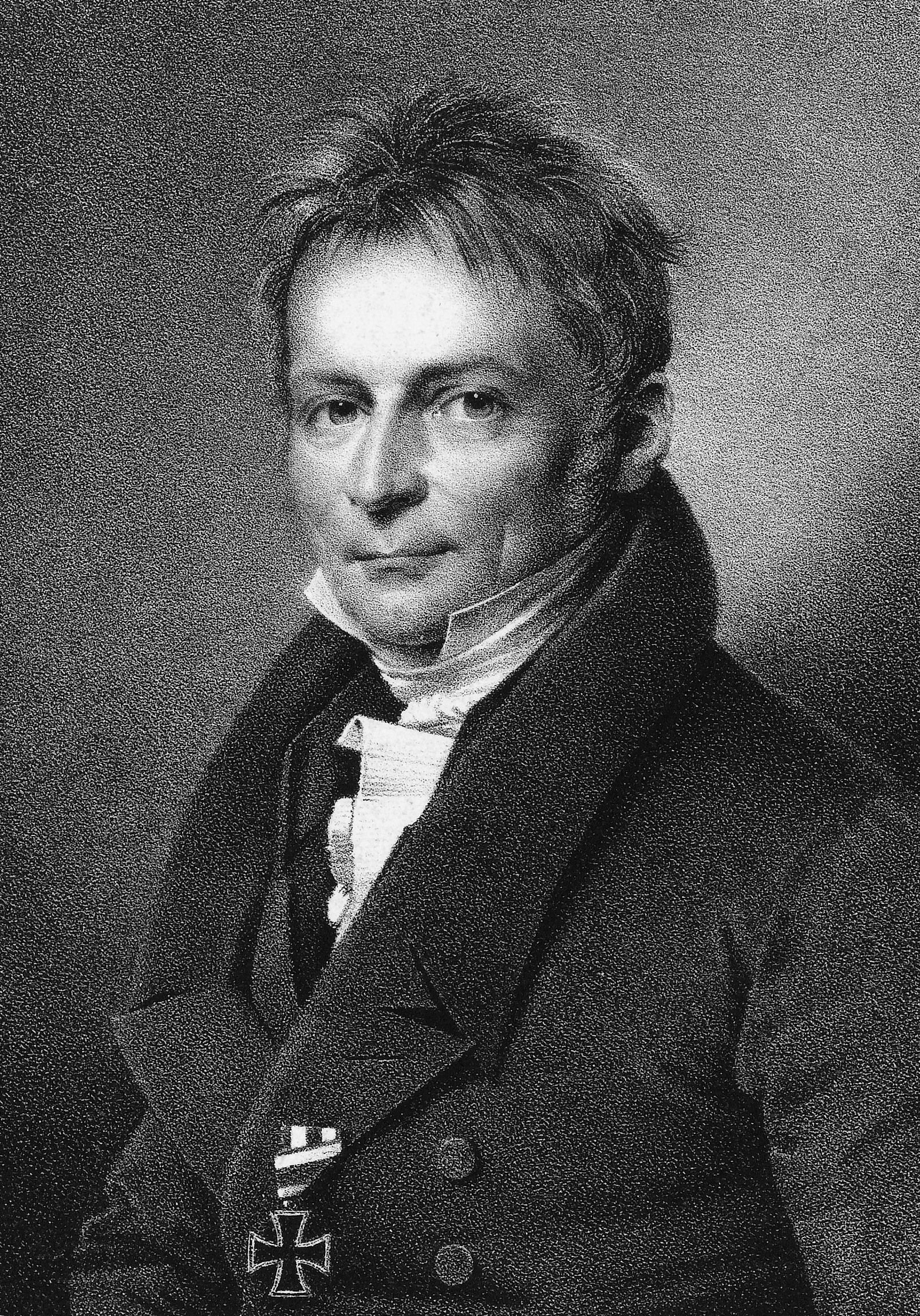
Heinrich Steffens (1773–1845)

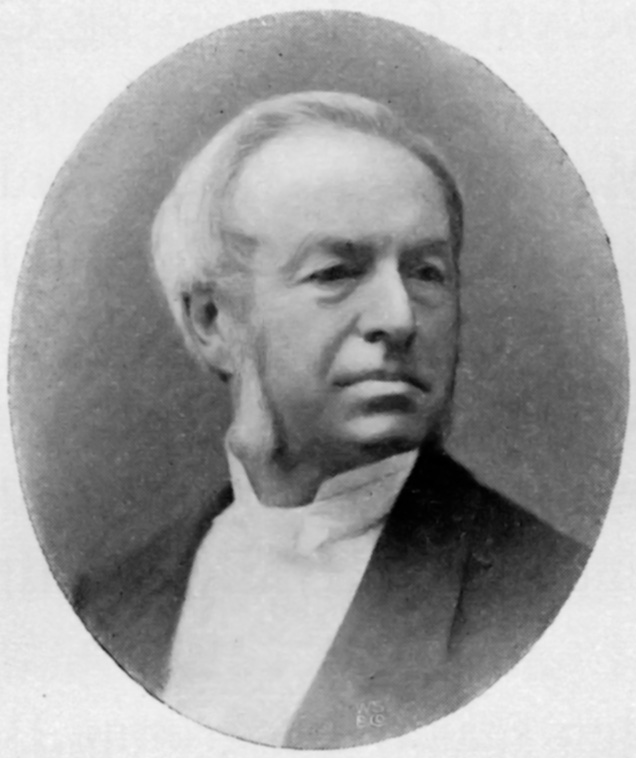
Carl Abraham Pihl (1825–1897)

- Christopher Garmann (1720–1779), Vogt und Justizrat
- Jens Zetlitz (1761–1821), Pfarrer, Dichter und ein Vertreter der Aufklärung
- Henrich Steffens (1773–1845), Philosoph, Naturforscher und Dichter
- Christian Zetlitz Bretteville (1800–1871), Politiker
- Carl Abraham Pihl (1825–1897), Eisenbahningenieur in Norwegen
- Lars Oftedal (1838–1900), Pfarrer, Prädikant, Journalist und Politiker
- Georg Anton Rasmussen (1842–1914), Landschaftsmaler
- Alexander Lange Kielland (1849–1906), Autor
- Peder Severin Krøyer (1851–1909), Maler der Künstlergemeinde Skagenmaler
- Ingeborg von der Lippe Konow (1860–1929), Kinderbuchautorin und Übersetzerin
- Sigbjørn Obstfelder (1866–1900), Schriftsteller und Lyriker
- Christian Lous Lange (1869–1938), Politiker, Friedensnobelpreisträger
- Jakob von der Lippe (1870–1954), Kostümbildner und Schauspieler
- Harald Natvig (1872–1947), Sportschütze
- Lars Oftedal (1877–1932), Journalist und Politiker
- Thorleif Lund (1880–1956), Theater- und Filmschauspieler
- Thomas Thorstensen (1880–1953), Turner, Olympiateilnehmer 1908 und 1912
- Håkon Ellingsen (1884–1974), Ruderer, Olympiateilnehmer 1920
- Tollef Tollefsen (1885–1963), Ruderer, Olympiateilnehmer 1920
- Fartein Valen (1887–1952), Komponist
- Thore Michelsen (1888–1980), Ruderer, Olympiateilnehmer 1920
- Gabriel Thorstensen (1888–1974), Turner, Olympiateilnehmer 1912
- Hartmann Bjørnsen (1889–1974), Turner
- Sigval Bergesen der Jüngere (1893–1980), Reeder und Werftbesitzer
- Adolf Nilsen (1895–1983), Ruderer, Olympiateilnehmer 1920
- Arne Mortensen (1900–1942), Ruderer, Olympiateilnehmer 1920

### 1901 bis 1950
- Karl Høgberg (1901–1981), Maler
- Kathrine Aurell (1901–1986), Schriftstellerin und Drehbuchautorin
- Annik Saxegaard (1905–1990), Schriftstellerin
- Eugen Haugland (1912–1990), Gewichtheber, Olympiateilnehmer 1936[1]
- Jarl Johnsen (1913–1986), Boxer, Olympiateilnehmer 1936[2]
- Reidar Kvammen (1914–1998), Fußballnationalspieler
- Sigfred Taubert (1914–2008), Manager
- Sverre Bruland (1923–2013), Trompeter und Dirigent
- Egil A. Wyller (1925–2021), Philosoph
- Alf Olsen (1925–2001), Turner, Olympiateilnehmer 1952[3]
- Liv Paulsen (1925–2001), Leichtathlet, Olympiateilnehmer 1948[4]
- Ernst Madland (1927–1984), Turner, Olympiateilnehmer 1952[5]
- John Tandrevold (1927–2013), Boxer, Olympiateilnehmer 1952[6]
- Rolf Retz-Schmidt (1928–2006), norwegisch-deutscher Maler und Grafiker
- Sverre Andersen (1936–2016), Fußballspieler
- Bjørn Nilsen (1937–1966), Leichtathlet, Olympiateilnehmer 1956[7]
- Finn Fuglestad (* 1942), Historiker
- Tore Bjørnsen (* 1943), Leichtathlet, Olympiateilnehmer 1972[8]
- Petter Wærness (* 1947), Ruderer, Olympiateilnehmer 1972[9]
- Frode Gjerstad (* 1948), Altsaxophonist

### 1951 bis 1975

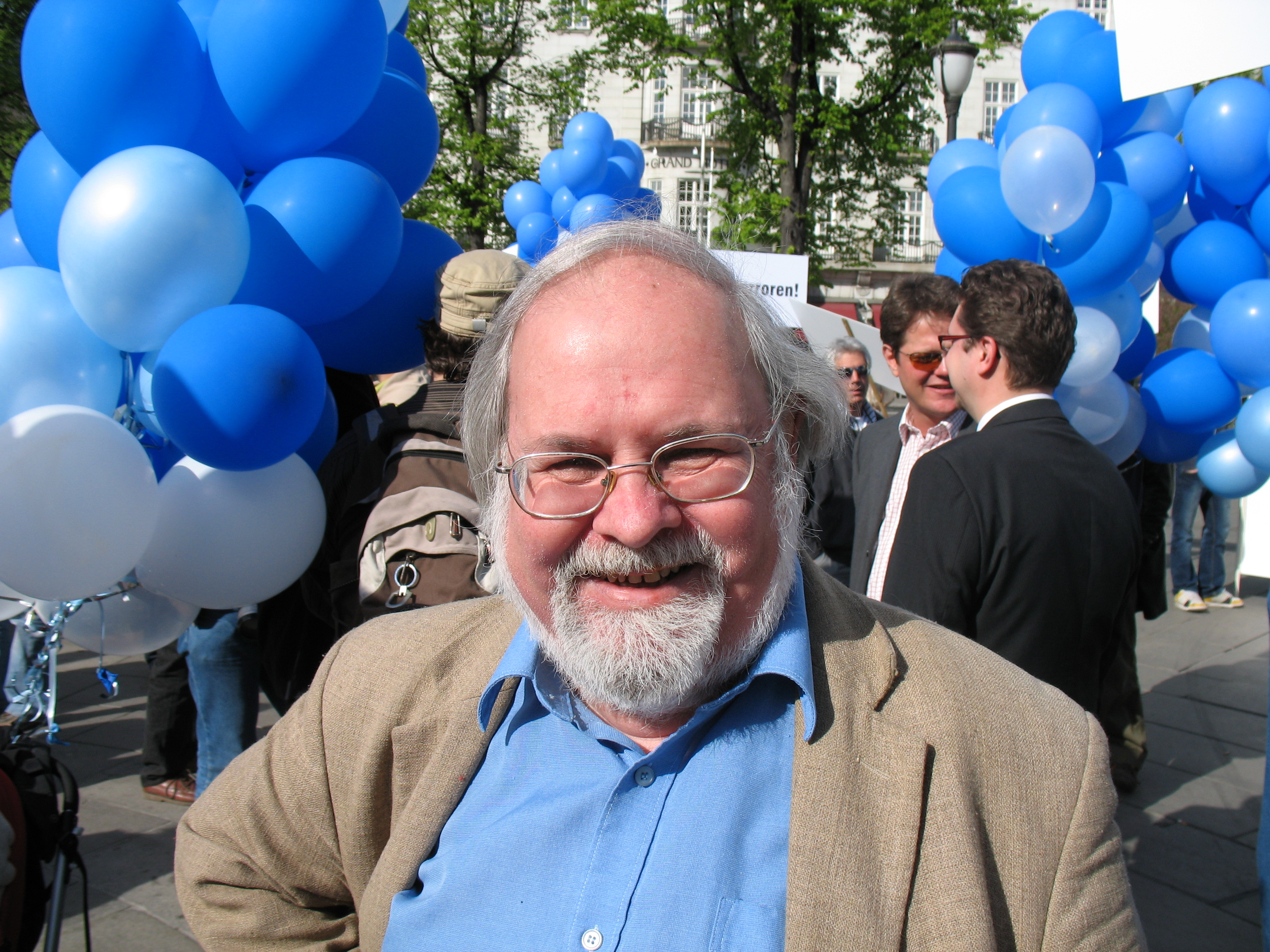
Jan Simonsen (2006)

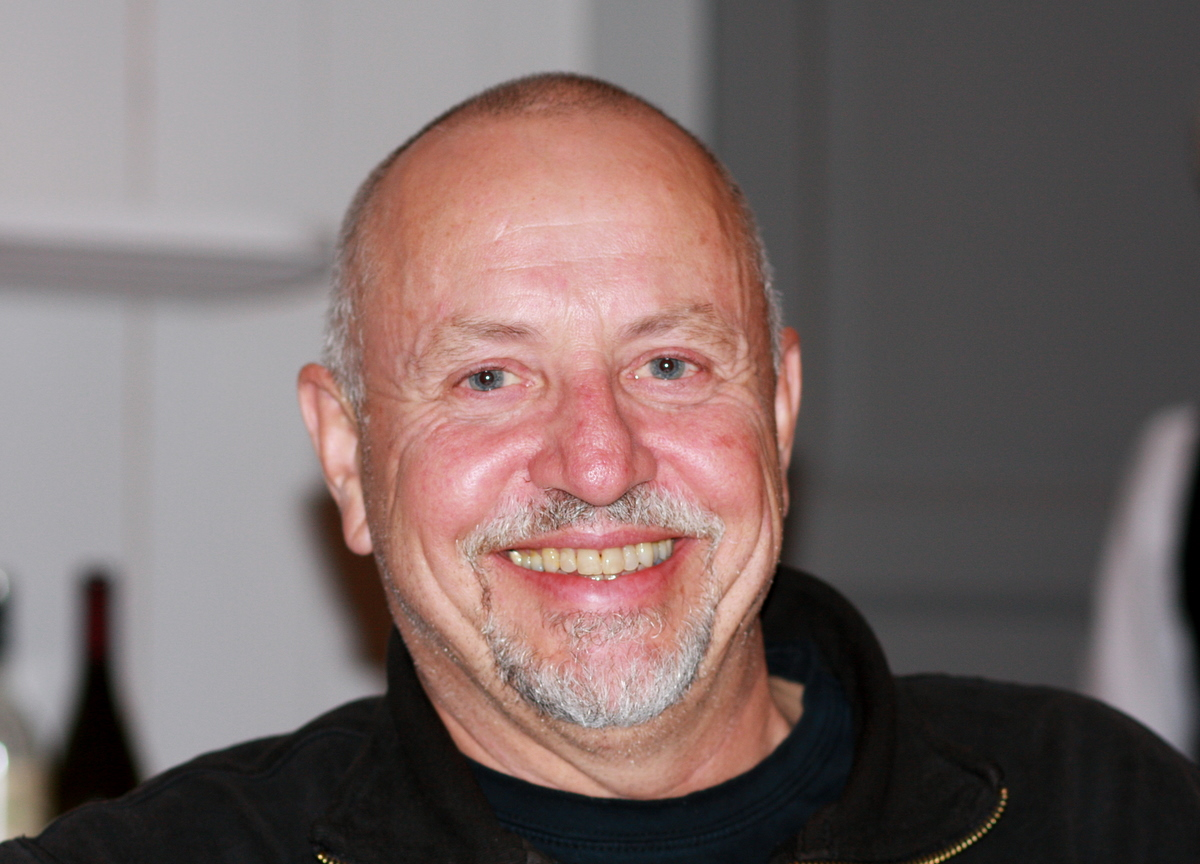
Torfinn Nag (2010)

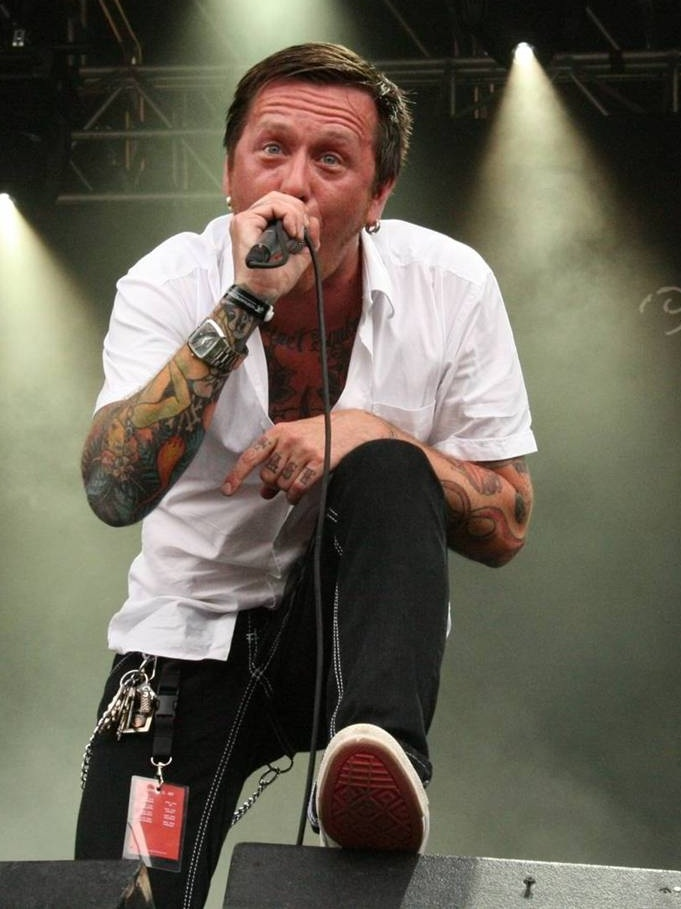
Torkjell Rød (2008)

- Guri Hjeltnes (* 1953), Journalistin und Historikerin
- Jan Simonsen (1953–2019), Politiker
- Rune Dahl (* 1955), Ruderer, Olympiateilnehmer 1976[10]
- Torfinn Nag (* 1956), norwegischer Schauspieler und Regisseur
- Jan Egeland (* 1957), Politiker und Diplomat
- Vetle Lid Larssen (* 1960), Schriftsteller und Journalist
- Anne Brit Skjæveland (* 1962), Leichtathlet, Olympiateilnehmer 1992[11]
- Erik Thorstvedt (* 1962), Fußballnationalspieler
- Sigvart Dagsland (* 1963), Pop-Rocksänger, -pianist und -komponist
- Tore Øvrebø (* 1965), Ruderer, Olympiateilnehmer 1988[12]
- Vicky Vette (* 1965), Pornodarstellerin
- Siv Helene Stangeland (* 1966), Architektin
- Kjell Voll (* 1966), Ruderer, Olympiateilnehmer 1988[13]
- Carl Gunnar Gundersen (* 1967), Eishockeyspieler, Olympiateilnehmer 1992[14]
- Bjørn Maaseide (* 1968), Beachvolleyballspieler, Olympiateilnehmer 1996, 2000 und 2004[15]
- Sigurd Slåttebrekk (* 1968), Pianist
- Petter Hegre (* 1969), Fotograf
- Mari Edland (* 1969), Handballspielerin, Olympiateilnehmerin 2000[16]
- Henriette Henriksen (* 1970), Handballspielerin, Olympiateilnehmerin 1992[17]
- Trond Høines (* 1970), Schwimmer, Olympiateilnehmerin 1992[18]
- Gunhild Ørn (* 1970), Radsportler, Olympiateilnehmerin 1992[19]
- Eirik Paulsen (* 1970), Eishockeyspieler, Olympiateilnehmerin 1992[20]
- Kjetil Undset (* 1970), Ruderer, Olympiateilnehmer 1992, 1996 und 2000[21]
- Ole Klemetsen (* 1971), Boxer, Olympiateilnehmerin 1992[22]
- Svein Gaute Hølestøl (* 1971), Radsportler, Olympiateilnehmerin 1996 und 2000[23]
- Torkjell Rød (* 1971), Sänger, Illustrator und Tätowierer
- Tor Albert Ersdal (* 1972), Ruderer, Olympiateilnehmer 1996[24]
- Kristoffer Joner (* 1972), Schauspieler
- Annette Sikveland (* 1972), Biathletin
- Tore Renberg (* 1972), Schriftsteller und Musiker
- Gunn-Rita Dahle Flesjå (* 1973), Mountainbikerin
- Hans-Peter Lindstrøm (* 1973), Musiker, DJ, Musikproduzent und Labelbetreiber
- Monica Sandve (* 1973), Handballspielerin
- Morten Bergesen (* 1974), Ruderer, Olympiateilnehmer 1996[25]
- Tor Arne Hetland (* 1974), Skilangläufer
- Hilde Østbø (* 1974), Handballspielerin, Olympiateilnehmerin 1996[26]
- Rune Skjærvold (* 1974), Handballspieler
- Steffen Størseth (* 1975), Ruderer, Olympiateilnehmer 1996 und 2000[27]

### Ab 1976
- Liv Kristine (* 1976), Sängerin (Leaves’ Eyes)
- Kathrine Maaseide (* 1976), Beachvolleyballspielerin
- Ingrid Marie Mikelsen (* 1976), Diplomatin
- Morten Hegreberg (* 1977), Radrennfahrer
- Erik Nevland (* 1977), Fußballspieler
- Pia Tjelta (* 1977), Schauspielerin
- Dagny Mellgren (* 1978), Fußballspieler, Olympiateilnehmer 2000[28]
- Randi Tytingvåg (* 1978), Singer-Songwriterin und Schauspielerin
- Johan Harstad (* 1979), Schriftsteller
- Linda Grubben, geb. Tjørhom (* 1979), Biathletin
- Kjetil Strand (* 1979), Handballspieler
- Ane Stangeland Horpestad (* 1980), Fußballspielerin
- Pål Sverre Valheim Hagen (* 1980), Schauspieler
- Ole Erevik (* 1981), Handballspieler
- Afua Hirsch (* 1981), britische Journalistin
- Lene Byberg (* 1982), Mountainbikerin
- Dag Magnus Narvesen (* 1983), Jazz- und Improvisationsmusiker
- Kjetil Jansrud (* 1985), Alpiner Skirennläufer, Olympiasieger
- Tonje Nøstvold (* 1985), Handballspielerin
- Torstein Tvedt Solberg (* 1985), Politiker
- Thomas Drange (* 1986), Handballspieler
- Camilla Herrem (* 1986), Handballspielerin
- Betty Ann Bjerkreim Nilsen (* 1986), Skilangläuferin
- Kari Nessa Nordtun (* 1986), Politikerin
- Anders Krohn (* 1987), Rennfahrer
- Ruben Smith (* 1987), Eishockeytorwart
- Fredrik Austbø (* 1988), Snowboarder, Olympiateilnehmer 2006[29]
- Are Strandli (* 1988), Ruderer, Olympiateilnehmer 2012[30]
- Martin Hare (* 1989), Handballspieler, Olympiateilnehmer 2012[31]
- Ole Haavardsholm (* 1989), Radrennfahrer
- Sarah Louise Rung (* 1989), Schwimmerin und Paralympics-Teilnehmerin
- Alida Garpestad Peck (* 1991), Singer-Songwriterin
- Amund Gismervik (* 1991), Wasserspringer
- Cecilie Grundt (* 1991), Jazzmusikerin
- Pål Varhaug (* 1991), Rennfahrer
- Malin Holta (* 1993), Handballspielerin
- Eili Harboe (* 1994), Schauspielerin
- Markus Hoelgaard (* 1994), Radrennfahrer
- Gøran Johannessen (* 1994), Handballspieler
- Aleksander Stokkebø (* 1994), Politiker
- Aurora (Aurora Aksnes) (* 1996), Sängerin
- Erlend Blikra (* 1997), Radrennfahrer
- Susanne Andersen (* 1998), Radrennfahrerin
- Line Ellertsen (* 1998), Handballspielerin
- Mathias Hove Johansen (* 1998), Leichtathlet
- Birk Risa (* 1998), Fußballspieler
- Isah (Kaleb Isaac Ghebreiesus) (* 1999), Sänger
- Eirik Lunder (* 1999), Radrennfahrer
- Kristian Thorstvedt (* 1999), Fußballspieler
- Kristina Sirum Novak (* 2000), Handballspielerin
- Andreja Petrovic (* 2000), Tennisspieler
- Sebastian Sebulonsen (* 2000), Fußballspieler
- Guro Berland Husebø (* 2001), Handballspielerin
- Eirik Hystad Solberg (* 2002), Skirennläufer
- Johanna Fossum (* 2003), Handballspielerin
- Edvin Austbø (* 2005), Fußballspieler
- Felix Ørn-Kristoff (* 2006), Radrennfahrer

## Personen mit Bezug zu Stavanger

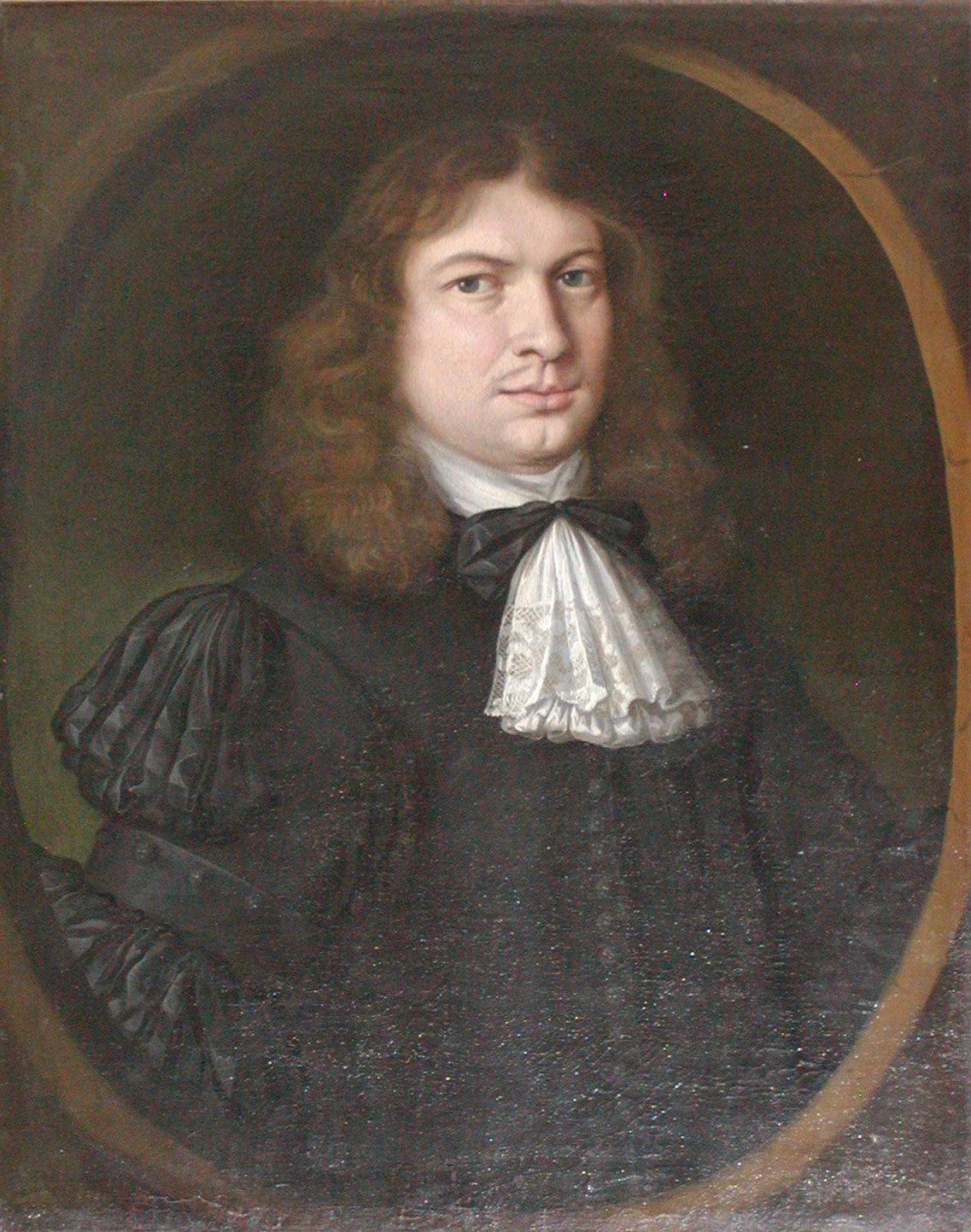
Þormóður Torfason

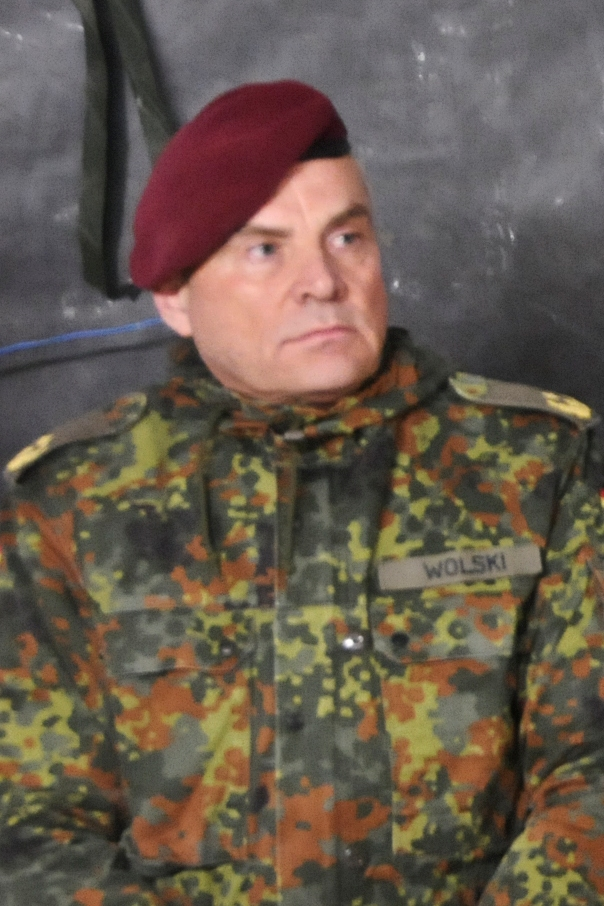
Reinhard Wolski

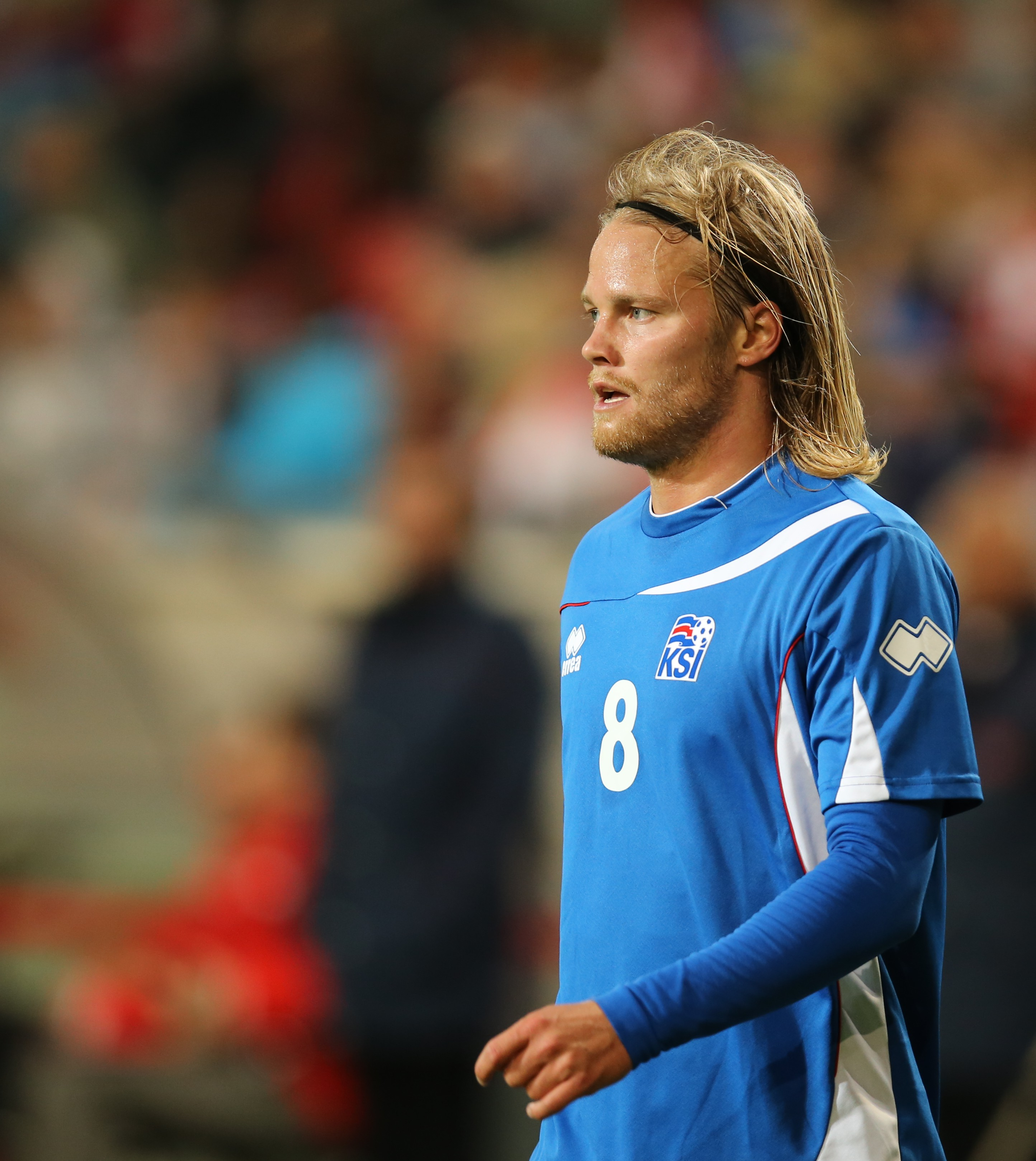
Birkir Bjarnason (2014)

- Eirik Ivarsson († 1213), von 1171 bis 1188 Bischof von Starvanger
- Jens Riber (1480–1571), von 1557 bis zu seinem Tod Bischof von Starvanger
- Þormóður Torfason (1636–1719), ab 1664 Amtsschreiber des Verwaltungsbezirks Stavanger
- Jacob Hveding, ab 1786 Løgmaður (Lagmann) von Stavanger
- Lars Hertervig (1830–1902), Maler, geboren auf Borgøy, lebte hier bis zu seinem Tode
- Conrad Fredrik von der Lippe (1833–1901), Architekt, errichtete hier in den 1860er Jahren zahlreiche Bauwerke
- Peter Harboe Castberg (1844–1926), 1879–1884 Direktor der Stavanger Privatbank
- Anton Wilhelm Brøgger (1884–1951), Prähistoriker und Politiker, 1909–1913 Kurator des Museums
- Thore Horve (1899–1990), Vizeadmiral, Oberkommandierender der norwegischen Marine
- Claes Gill (1910–1973), Schriftsteller, Journalist, Dichter und Schauspieler, von 1952 bis 1956 Chef des Rogaland Teater in Stavanger
- Sigurd Lunde (1916–2006), von 1976 bis 1986 Bischof von Starvanger
- Wolfgang Korte (* 1949), Militär, ab 2007 Direktors des Joint Warfare Centre im norwegischen Stavanger
- Hallbjørn Rønning (1950–2023), Schauspieler, absolvierte eine Schauspielausbildung am Rogaland Teater in Stavanger
- Reinhard Wolski (* 1955), Generalmajor des Heeres der Bundeswehr und vom 24. September 2014 bis zum 21. Juli 2016 Kommandeur des NATO Joint Warfare Centre in Stavanger
- Fabio Biondi (* 1961), seit 2005 künstlerischer Leiter für Barockmusik beim Stavanger Symphony Orchester
- Stein Rønning (1965–2008), Karateka, starb in Stavanger
- Roger Nilsen (* 1969), Fußballspieler, spielte von 1989 bis 1992 und 1993 für Viking Stavanger
- Bent Høie (* 1971), Politiker, Stadtrat von Stavanger
- Hannu Tihinen (* 1976), Fußballspieler, spielte von 2000 bis 2001 für Viking Stavanger (Vertrag bis 2002)
- Alexander Ødegaard (* 1980), Fußballspieler, spielte von 2006 bis 2010 für Viking Stavanger
- René Klingbeil (* 1981), Fußballspieler, spielte von 2007 bis 2008 für Viking Stavanger
- Kristian Nicht (* 1982), Fußballspieler, spielte von 2008 bis 2009 für Viking Stavanger
- Mame Niang (* 1984), Fußballspieler, spielt seit 2008 für Viking Stavanger
- Martin Fillo (* 1986), Fußballspieler, spielte von 2008 bis 2010 für Viking Stavanger
- Birkir Bjarnason (* 1988), Fußballspieler, spielte von 2005 bis 2011 für Viking Stavanger